# ريتشارد كاردوزو
ريتشارد كاردوزو (بالإنجليزية: Richard Cardozo)‏ هو لاعب كرة قدم أسترالي، ولد في 28 مارس 1986 في سيدني في أستراليا. شارك مع منتخب أستراليا تحت 17 سنة لكرة القدم. أما مع النوادي، فقد لعب مع ألاشكرت ونادي سيدني أوليمبيك.

## وصلات خارجية
- ريتشارد كاردوزو على موقع قاعدة بيانات كرة القدم.إي يو (الإنجليزية)